# Kilis
Kilis est une ville du sud-est de la Turquie, préfecture de la province du même nom, près de la frontière turco-syrienne.

## Histoire
Après la conquête de la Syrie par Sélim Ier en 1516, Kilis est gouvernée par une dynastie de begs kurdes, les Djanbulad (Canbalat, Canbulat, Joumblatt : « âme d'acier », en kurde), sandjakbey (gouverneur de sandjak) de 1516 à 1553, fait construire la mosquée ou tekke qui porte son nom.
Ali Djanbulad, après l'exécution de son frère pendant la guerre ottomano-persane de 1603-1618 (en), prend la prend la tête d'une révolte en 1607 ; vaincu, il part à Constantinople pour demander son pardon. Il est nommé gouverneur du Banat, sur le Danube, mais il est tué à Belgrade peu après. La dynastie des Djanbulad conserve le sandjak de Kilis jusqu'en 1630 mais doit ensuite s'exiler au Liban ; la famille druze des Joumblatt en descend.
À la fin de l'époque ottomane, Kilis est le chef-lieu d'un caza du sandjak d'Aintab (Gaziantep) dans le vilayet d'Alep. D'après le géographe Vital Cuinet, elle compte alors environ 20 000 habitants avec 47 mosquées du vendredi, 12 mosquées plus petites, 4 couvents de derviches, 24 medersas et 3 églises. Actuellement, elle compte 11 mosquées d'époque ottomane, 3 mausolées (türbe), un couvent derviche (tekke) et 3 hammams.
La forteresse de Ravendel (Ravanda Kalesi), d'origine peut-être hittite et utilisée pendant les croisades, est à 9 km au nord de Kilis.
Pendant la guerre civile syrienne, Kilis est un important point de passage pour les réfugiés syriens : ils forment un tiers de la population de la province en 2013,. En 2016, elle subit à plusieurs reprises des tirs de roquette de l'État islamique auxquels répliquent des tirs de l'artillerie turque,. Ces tirs cessent avec l'occupation de la région syrienne limitrophe par l'armée turque lors de l'opération Bouclier de l'Euphrate à partir d'août 2016.

## Géographie

### Subdivisions administratives
Le district de Kilis (ou Kilis Merkez) est divisé en 70 quartiers :
- Öncüpınar (où se situe le camp de Kilis, un camp de réfugiés sur la frontière entre la Syrie et la Turquie)

### Démographie
| 1927   | 1970   | 1980   | 1990   | 2000   | 2007   | 2009   |
| ------ | ------ | ------ | ------ | ------ | ------ | ------ |
| 20 000 | 45 000 | 60 000 | 84 077 | 70 670 | 77 706 | 84 590 |

En constante augmentation depuis le début du XXe siècle, la population de ce village devenu ville a diminué dans les années 1990.